# Estació de Palautordera
Palautordera és una estació de ferrocarril propietat d'adif situada al municipi de Santa Maria de Palautordera, a la comarca del Vallès Oriental, i lluny del seu nucli urbà. L'estació es troba a la línia Barcelona-Girona-Portbou i hi tenen parada trens de Rodalies de Catalunya de la línia R2 Nord dels serveis de rodalia de Barcelona, operats per Renfe Operadora.
Aquesta estació de la línia de Girona va entrar en servei l'any 1860 quan va entrar en servei el tram construït per la Camins de Ferro de Barcelona a Granollers (posteriorment esdevindria Camins de Ferro de Barcelona a Girona) entre Granollers Centre i Maçanet-Massanes, com a prolongació del ferrocarril de Barcelona a Granollers.
L'any 2019 va registrar l'entrada de 263.000 passatgers.

## Serveis ferroviaris
| Rodalia de Barcelona   |                    |       |             |                              |
| Procedència/Destinació | <                  | Línia | >           | Procedència/Destinació       |
| Aeroport Sants         | Llinars del Vallès |       | Sant Celoni | Sant Celoni Maçanet-Massanes |